# Gruppe 39
Die Gruppe 39 ist eine 1939 gegründete Initiative westeuropäischer staatsunabhängiger Nachrichtenagenturen.

## Geschichte

### Vorgeschichte
Die politischen Spannungen der 1930er Jahre führten zu einer zunehmenden Parteilichkeit in den Nachrichtendiensten der internationalen Agenturen Havas (Frankreich), Reuters (England), Wolff (Deutschland) und Associated Press (USA). Für die der unparteilichen Nachrichtenvermittlung verpflichteten kleineren nationalen Nachrichtenagenturen stellte dies ein ernstes Problem dar: Einerseits waren sie für ihre Auslandsberichterstattung auf die Dienste der internationalen Agenturen angewiesen. Anderseits tauschten sie ihre eigenen Dienste untereinander über die technischen Einrichtungen der internationalen Agenturen aus und stellten dabei fest, dass die Nachrichten ab und zu vor der Weiterleitung manipuliert wurden, erst recht nach Ausbruch des Zweiten Weltkriegs.

### Gründung 1939
Die nationalen Agenturen suchten einen Ausweg aus dieser Situation. Die Nachrichtenagenturen der – nach einem 1930 in Oslo abgeschlossenen Freihandelsabkommen so genannten – Oslo-Staaten Schweden (TT), Norwegen (NTB), Niederlande (ANP), Belgien (Belga), Dänemark (Ritzau) und Finnland (STT) sowie der Schweiz (sda) gründeten im November 1939 die Vereinigung Hell Commune, benannt nach den Hellschreibern, also den Übertragungsgeräten, über die die Agenturen künftig ihre Dienste direkt austauschen wollten. Als Hauptsitz wurde Amsterdam gewählt; die Übermittlungen sollten durch den Sender Radio Kootwijk der niederländischen Post- und Telegraphendienste besorgt werden.
Der Dienst nahm im Dezember 1939 provisorisch und im Februar 1940 offiziell den Betrieb auf.
Radio Kootwijk fiel jedoch am 11. Mai 1940, dem zweiten Tag des Westfeldzuges, in die Hände der Wehrmacht. Der erfolgreich gestartete Dienst der Hell Commune bestand damit nur kurze Zeit.

### Nachkriegszeit
Nach dem Krieg, im November 1945, beschlossen die Agenturen, die Vereinigung wieder zu aktivieren, ihr eine formalere Gestalt zu geben und sie nach dem Gründungsjahr Gruppe 39 zu nennen. Der Austausch der Dienste sollte nun per Fernschreiber erfolgen. Die Gruppe setzte sich außerdem zum Ziel, eine europäische Allianz der Nachrichtenagenturen zu formen. 1956 gründeten die westeuropäischen Nachrichtenagenturen auf Initiative der Gruppe die Vereinigung Alliance Européenne des Agences de Presse. Zu den 16 Gründungsmitgliedern gehörten auch die Agence France-Presse (AFP, Nachfolgerin von Havas) und die Deutsche Presse-Agentur (dpa, Nachfolgerin des Wolffschen Telegraphischen Bureaus, das während des Zweiten Weltkriegs in Deutsches Nachrichtenbüro DNB umbenannt worden war). Der Name der Allianz wurde 2002 in Europäische Allianz der Nachrichtenagenturen (European Alliance of News Agencies) geändert. 1970 wurden auch die osteuropäischen Nachrichtenagenturen in die Allianz aufgenommen.
1956 wurde die österreichische Nachrichtenagentur Austria Presse Agentur (APA) achtes Mitglied der Gruppe 39. 2019 wurde die Gruppe 39 um die deutsche Nachrichtenagentur Deutsche Presse-Agentur (dpa) und die britische PA Media erweitert und umfasst nun 10 Mitglieder.
Die heute noch gültigen Ziele der Gruppe, die laut ihrem Leitbild ausschließlich staatsunabhängige und nicht in Konkurrenz zueinander stehende nationale Nachrichtenagenturen vereinigt, sind der möglichst gemeinsame Auftritt der Mitglieder gegenüber den internationalen Agenturen sowie der Meinungsaustausch in wichtigen gemeinsamen Fragen wie Technologie, Urheberrecht oder Marketing. Die Präsidentschaft rotiert alle zwei Jahre unter den Mitgliedern.